# 世界はまわると言うけれど
『世界はまわると言うけれど』（せかいはまわるというけれど）は、GARNET CROWの26枚目のシングル。2007年11月14日に発売された。

## 解説
前作に引き続き7度目の『名探偵コナン』タイアップであり、「忘れ咲き」以来約3年振りのエンディング担当である。
プロモーションでは、ファミリーマートの店内BGMの番組に中村由利がゲスト出演し、本曲がパワープレイされた。また、本作内には6枚目のアルバム『LOCKS』発売予定の告知フライヤーが封入されている（2008年1月に公式サイト上で正式に発売決定の告知がなされた）。

## 収録曲
1. 世界はまわると言うけれど
  - 作詞：AZUKI七 / 作曲：中村由利 / 編曲：古井弘人

読売テレビ・日本テレビ系全国ネットアニメ『名探偵コナン』エンディングテーマ[1][注 1]。
楽曲制作において中村曰く「普段はメロディーからコードやリズムを付けて作曲するのに対し、『世界はまわると言うけれど』においてはドラムループを基盤としながらコードを重ね、そこへメロディーを付けるという普段と正反対の工程で作曲した」との事。
発売は冬だが、PVは夏に撮影された。
2. 彼方まで光を
  - 作詞：AZUKI七 / 作曲：中村由利 / 編曲：古井弘人
3. Argentina
  - 作詞：AZUKI七 / 作曲：中村由利 / 編曲：古井弘人

｢アルヘンティーナ｣と読み、踊り子について歌っている。カップリングでありながら人気があり、ライブでも頻繁に披露されていた。
4. 世界はまわると言うけれど (Instrumental)

## 収録アルバム
世界はまわると言うけれど
- LOCKS
- THE BEST OF DETECTIVE CONAN 3 〜名探偵コナン テーマ曲集3〜
- THE BEST History of GARNET CROW at the crest...
- THE ONE 〜ALL SINGLES BEST〜
- GARNET CROW REQUEST BEST
- GARNET CROW BEST OF BALLADS

彼方まで光を
- GOODBYE LONELY 〜Bside collection〜

Argentina
- GOODBYE LONELY 〜Bside collection〜